# Hamonia sylvatica
Hamonia sylvatica är en stekelart som beskrevs av Jean Risbec 1957. Hamonia sylvatica ingår i släktet Hamonia och familjen finglanssteklar.
Artens utbredningsområde är Réunion. Inga underarter finns listade i Catalogue of Life.